# Epiplema concinnula
Epiplema concinnula är en fjärilsart som beskrevs av W. Warren 1891. Epiplema concinnula ingår i släktet Epiplema och familjen Uraniidae. Inga underarter finns listade i Catalogue of Life.